# Семюел Грейцер
Семюел Грейцер (10 серпня 1905 — 22 лютого 1988) — американський математик і педагог. Відомий як засновник і голова математичної Олімпіади в США.

## Життєпис
Народився в Росії, приїхав до Сполучених Штатів з батьками 1906 року. Закінчив середню школу Стайвесанта. Здобув ступінь бакалавра 1927 року в Міському коледжі Нью-Йорка. Здобув ступінь доктора філософії в Єшива-університеті.
Обіймав академічні посади в Єшива-університеті, Бруклінському політехнічному інституті, Колумбійському університеті і Ратґерському університеті.
Видавав математичний журнал для школярів Arbelos.
Самуїл Грейцер і його дружина Етель мали одного сина.
Помер 22 лютого 1988 року в Метачені, Нью-Джерсі.

## Вибрані публікації
- Coxeter, H. S. M.; Greitzer, S. L. Geometry Revisited. — Mathematical Association of America, 1967. — ISBN 978-0-88385-619-2.
  - Коксетер Г. С. М., Грейцер С. Л. Новые встречи с геометрией. — М. : Наука, 1978. — 224 с. — (Випуск 14 серії "Библиотека математического кружка") — 148000 прим.
- Greitzer, S. The First U.S.A. Mathematical Olympiad // The American Mathematical Monthly. — 1973. — Vol. 80 (23 March). — P. 276—281. — DOI:10.2307/2318449.
- Greitzer, Samuel. International Mathematical Olympiads 1959–1977. — Mathematical Association of America, 1979. — ISBN 978-0-88385-627-7.